# Cabera striaria
Cabera striaria är en fjärilsart som beskrevs av Jacob Hübner 1796/99. Cabera striaria ingår i släktet Cabera och familjen mätare. Inga underarter finns listade i Catalogue of Life.